# Seth Putterman
Seth Putterman (* 1945) ist ein amerikanischer Physiker. 
Er studierte an der Cooper Union in New York und am California Institute of Technology (Caltech) in Pasadena Physik. Seinen Abschluss machte er 1966. 1970 promovierte er unter George Uhlenbeck (Postulation des Elektronenspins und dessen Quantisierung 1925) an der Rockefeller University in New York. 1972 erhielt er ein Forschungsstipendium der Alfred P. Sloan Foundation (Sloan Research Fellowship).
Putterman arbeitet heute als Professor für Physik und Astronomie am California Nanosystems Institute der University of California (UCLA). Seine Forschungsschwerpunkte sind Energie fokussierende Phänomene in nichtlinearen, kontinuierlichen Systemen, sein Interesse gilt insbesondere der Turbulenz, Sonolumineszenz, Sonofusion und Pyrofusion.
1997 wurde er Fellow der American Physical Society.